# Klosterkirche Clus

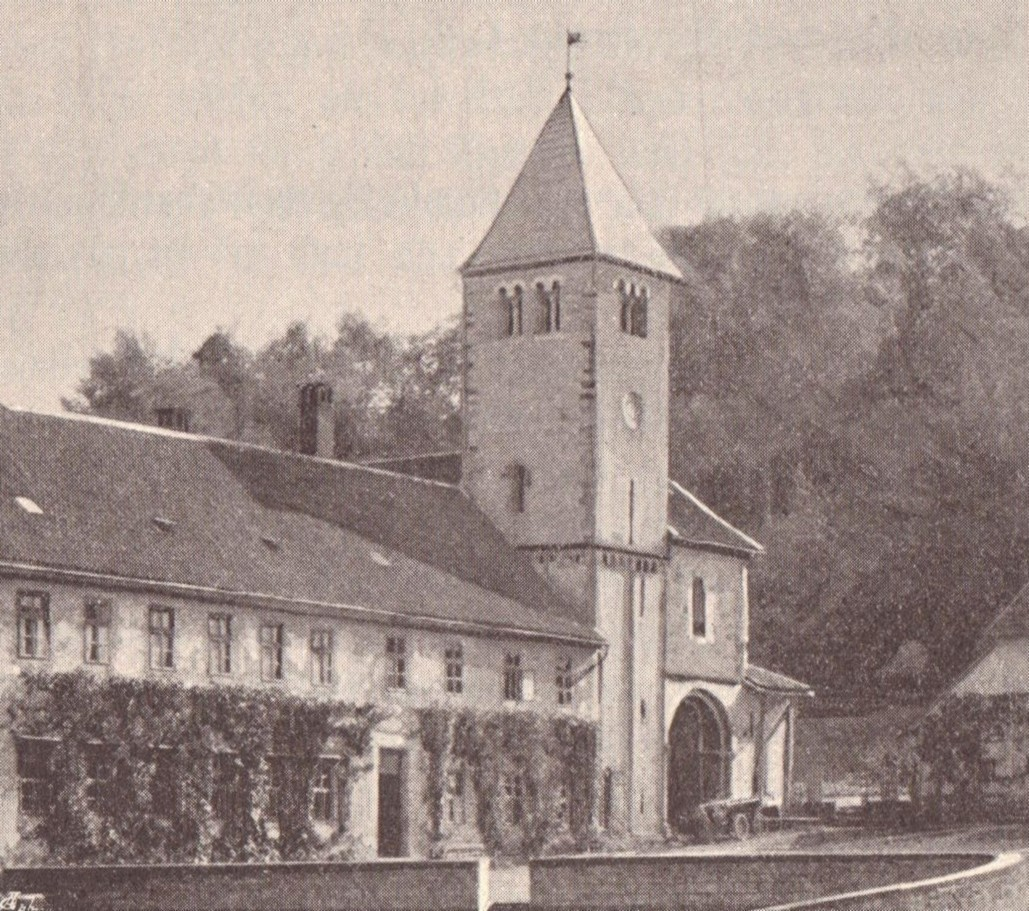
Kloster Clus; vorn der Westflügel des Konventsgebäudes, dahinter Turm und Portal der Klosterkirche (um 1900)

Die ehemalige Klosterkirche Clus wurde 1127–1159 als dreischiffige Basilika erbaut und befindet sich im Stadtteil Clus der Stadt Bad Gandersheim in Niedersachsen. 1485 entstand der gotische Chor.  Die drei Flügel der ehemaligen Konventsgebäude bilden mit der Kirche ein geschlossenes Quadrat.

## Äußerer Bau
Die Klosterkirche ist eine im Kern romanische Basilika mit dreischiffigem Langhaus, Querhaus und gotischem 5/8-Chorschluss.  Der steinsichtige Außenbau besteht vorwiegend aus Kalkbruchstein, weist aber auch Sandsteinelemente auf. Reste der romanischen Außengliederung sind erhalten, wie z. B. paarige Rundbogenfenster, Bogenfriese und Halbsäulen.
Die Kirche wird auf der Nordseite von dem quadratischen Turm mit Zeltdach flankiert. Die asymmetrische Position des Turms seitlich des Eingangsportals erklärt sich damit, dass die Kirche früher eine Doppelturmfassade aufwies. Der Südturm wurde am Anfang des 19. Jahrhunderts abgerissen.

## Innenraum
Vom Eingangsportal aus gelangt man in eine tonnengewölbte Halle, die dem Langhaus im Westen vorgesetzt ist. Deren Obergeschoss enthält die Orgelempore. Das dreischiffige Langhaus ist flach gedeckt. Die Querarme waren ursprünglich quadratisch, sie wurden bei einer Restaurierung 1848–52 verkleinert. Bei den Arkaden zwischen Hauptschiff und Seitenschiffen lösen Pfeiler und Säulen einander ab (Rheinischer Stützenwechsel). Die Säulen ruhen auf attischen Basen, ihre Kapitelle zeigen zweizeilige Zungenblattornamente. Am Arkadengesims sind noch die Konsolen vorhanden, die früher Stuckfiguren trugen.
Der erhöhte Chor ist im Unterschied zum romanischen Langhaus im gotischen Baustil errichtet. Er ist – wie auch die Vierung – mit einem Kreuzgratgewölbe versehen und weist große spitzbogige Maßwerkfenster auf.

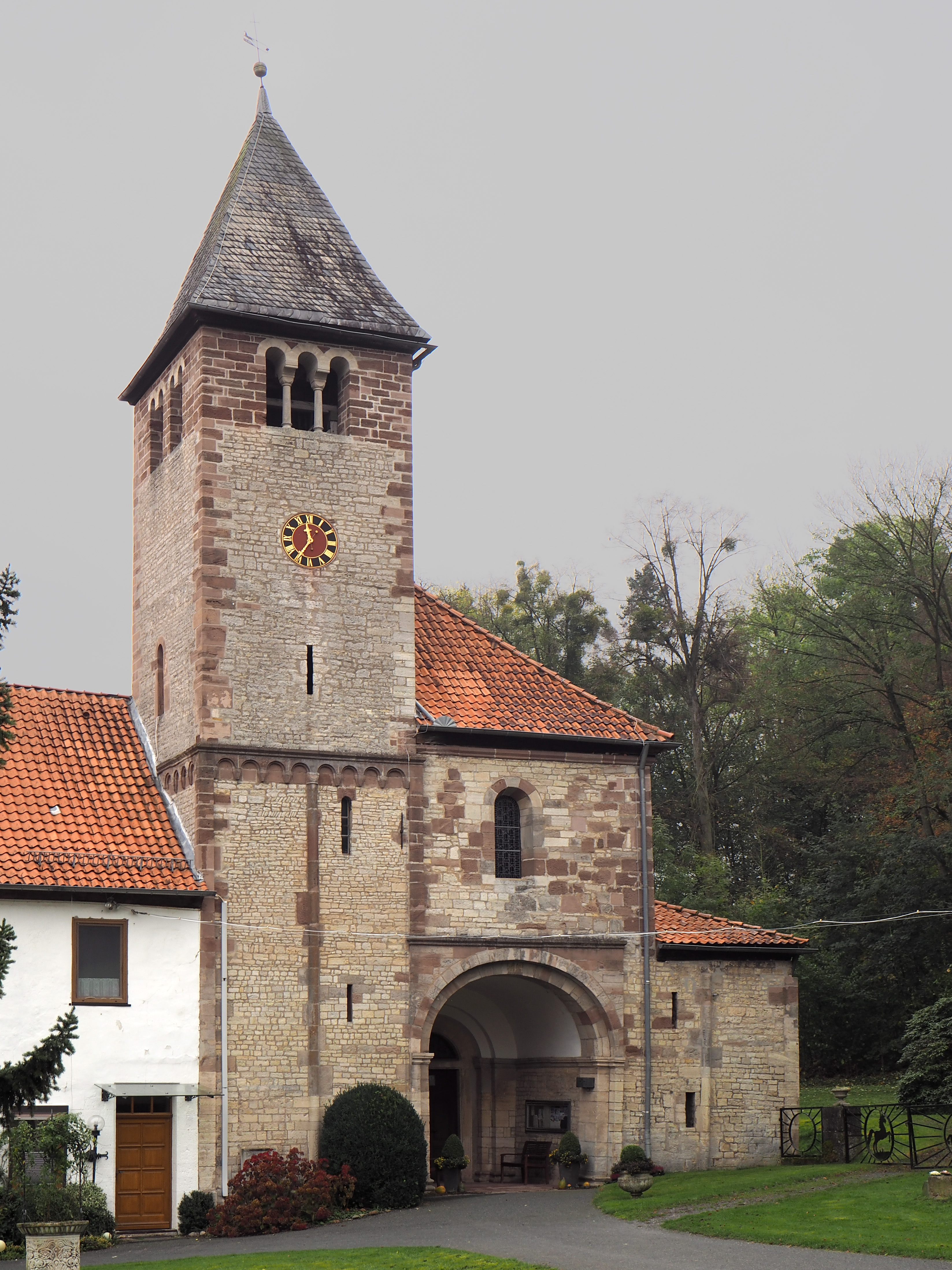
Westseite, Nordturm und Eingangsportal
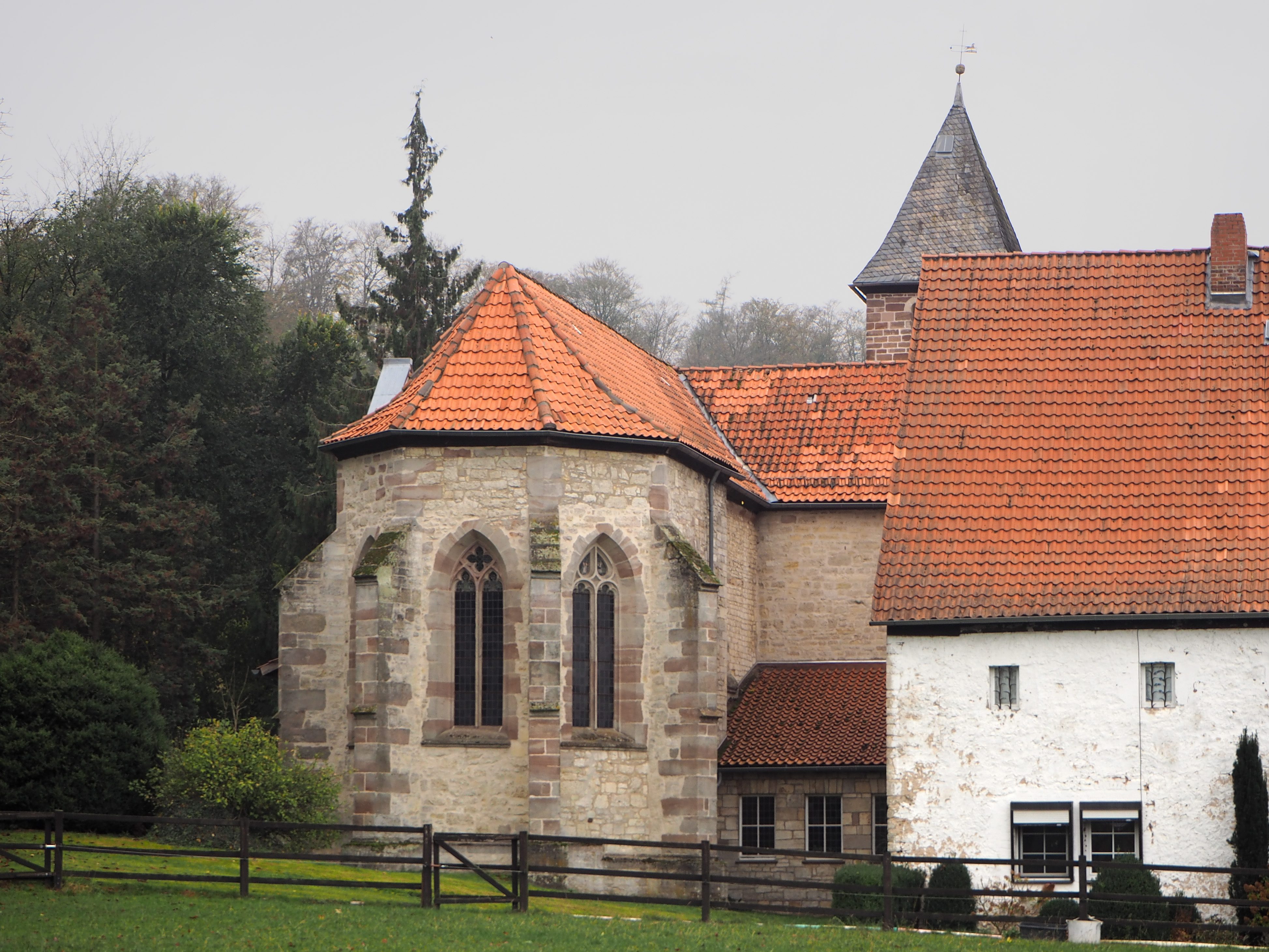
Ostseite mit gotischem Chor, rechts Teil eines Konventsgebäudes
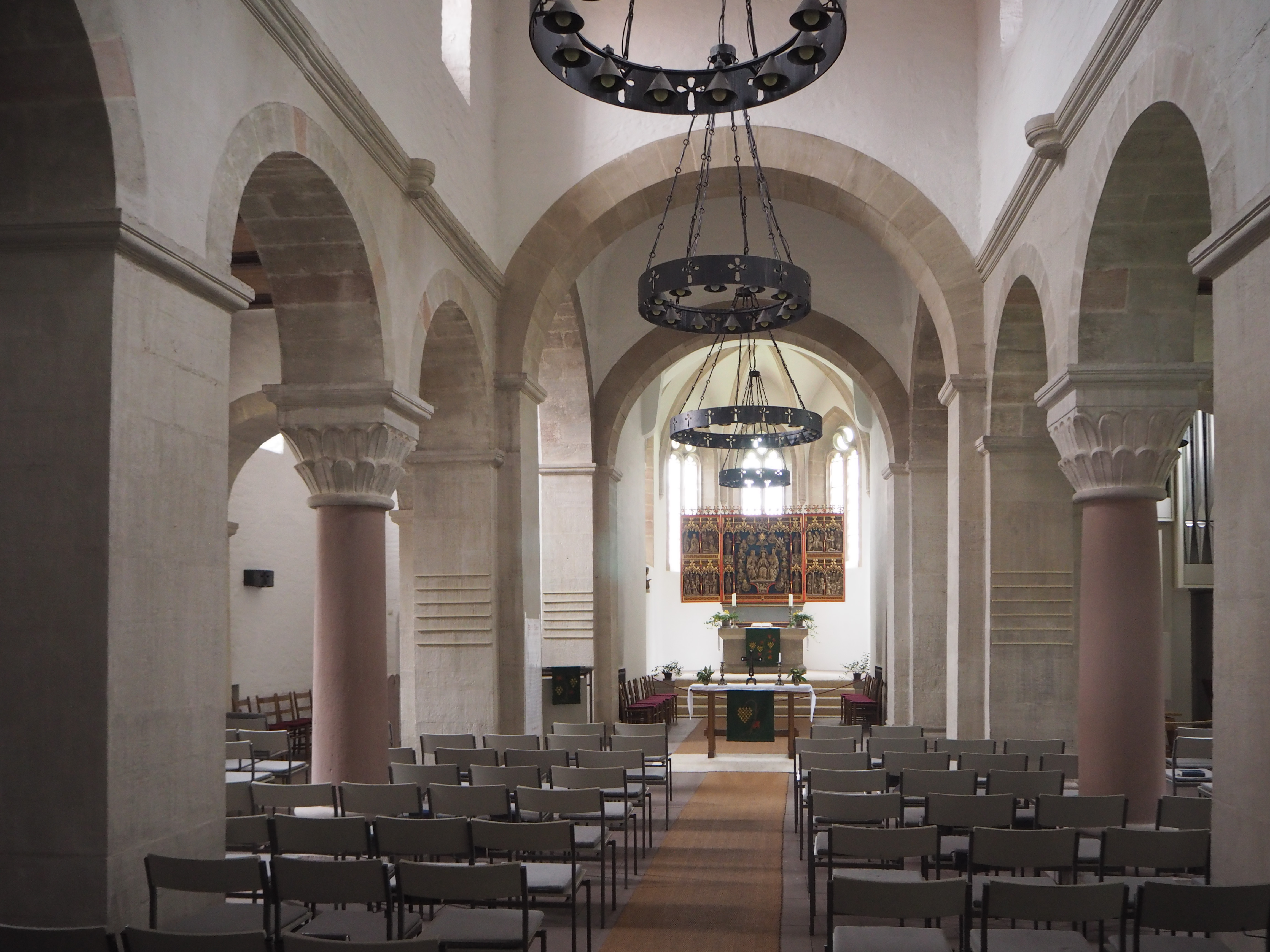
Innenansicht – vom romanischen Langhaus zum gotischen Chor

## Ausstattung

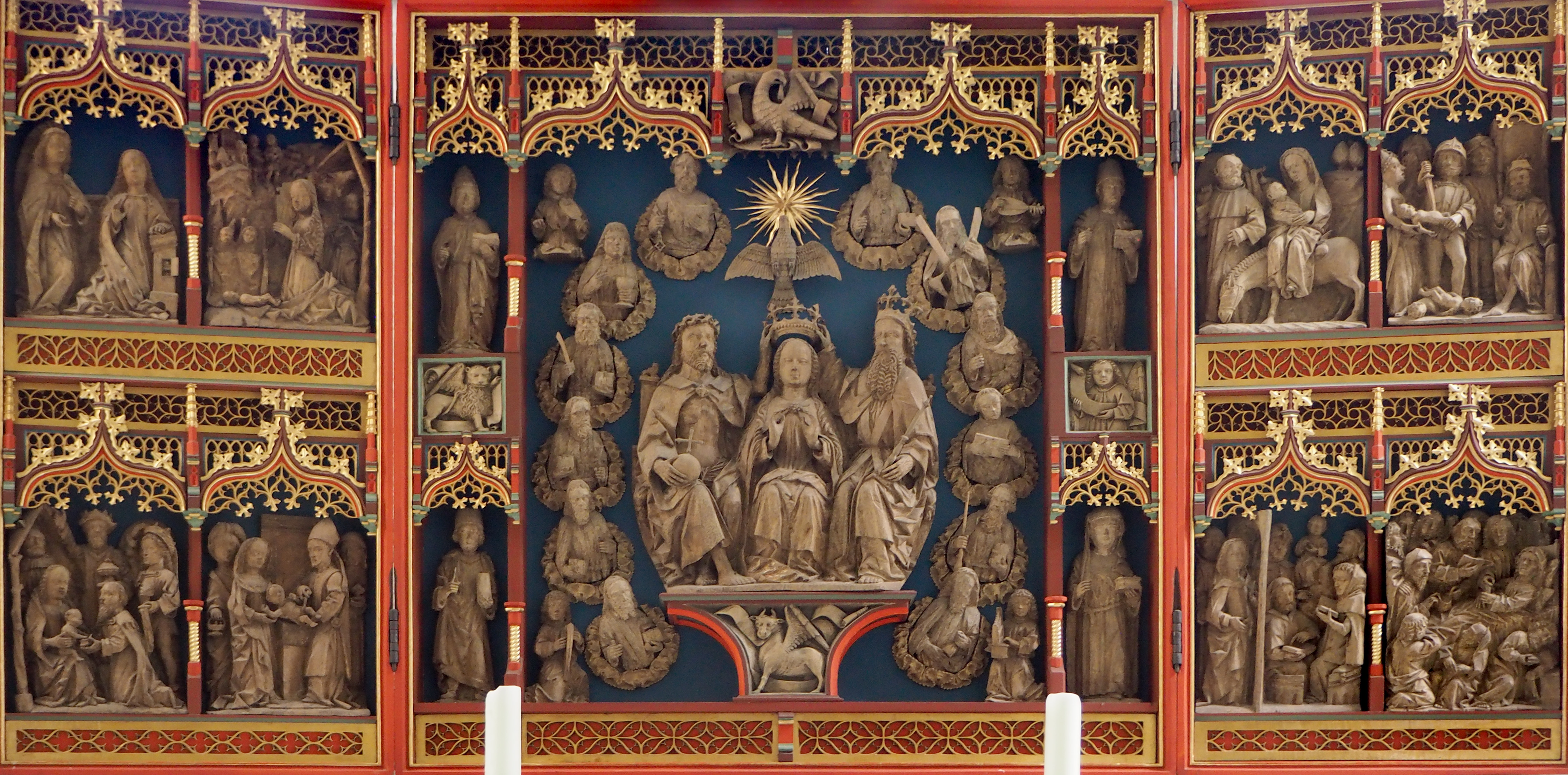
Der gotische Schnitzaltar von 1487 zeigt die Marienkrönung

### Altar
Der gotische Schnitzaltar im Chor, ein Flügelaltar, stammt aus Lübeck. Unter Abt Wedego wurde er 1487 für das Kloster erworben.
Er zeigt im Mittelschrein die Marienkrönung, umgeben von den Büsten der zwölf Apostel. Flankiert wird die Szene von vier Heiligen: Papst Innozenz I. und Benedikt von Nursia oben sowie Cosmas und Damian unten. In die Darstellung fügen sich vier Evangelistensymbole ein. In den Flügeln des Altars sind Szenen aus dem Leben Marias dargestellt.

### Holzskulpturen
Auf Konsolen an den Chorwänden stehen vier ca. 45 cm hohe Büsten aus Eichenholz aus dem 15. Jahrhundert. Sie gehörten ursprünglich zur Predella des Altarretabels und stammen vermutlich vom gleichen Meister wie dieses. Welche Personen dargestellt sind, ist nicht nachgewiesen. Aus der Kleidung und den Attributen lässt sich aber die gesellschaftliche Stellung ablesen.

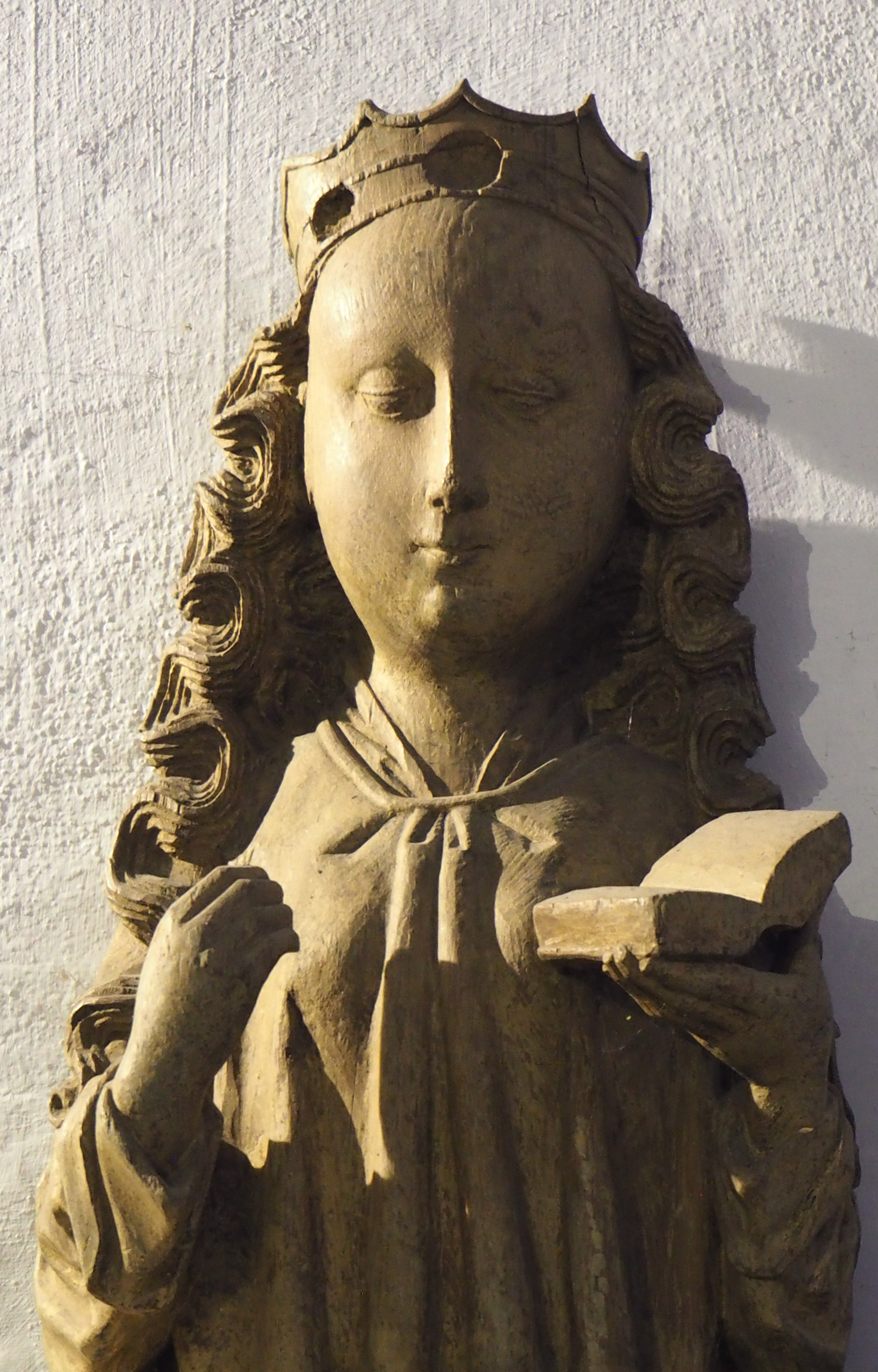
Königin
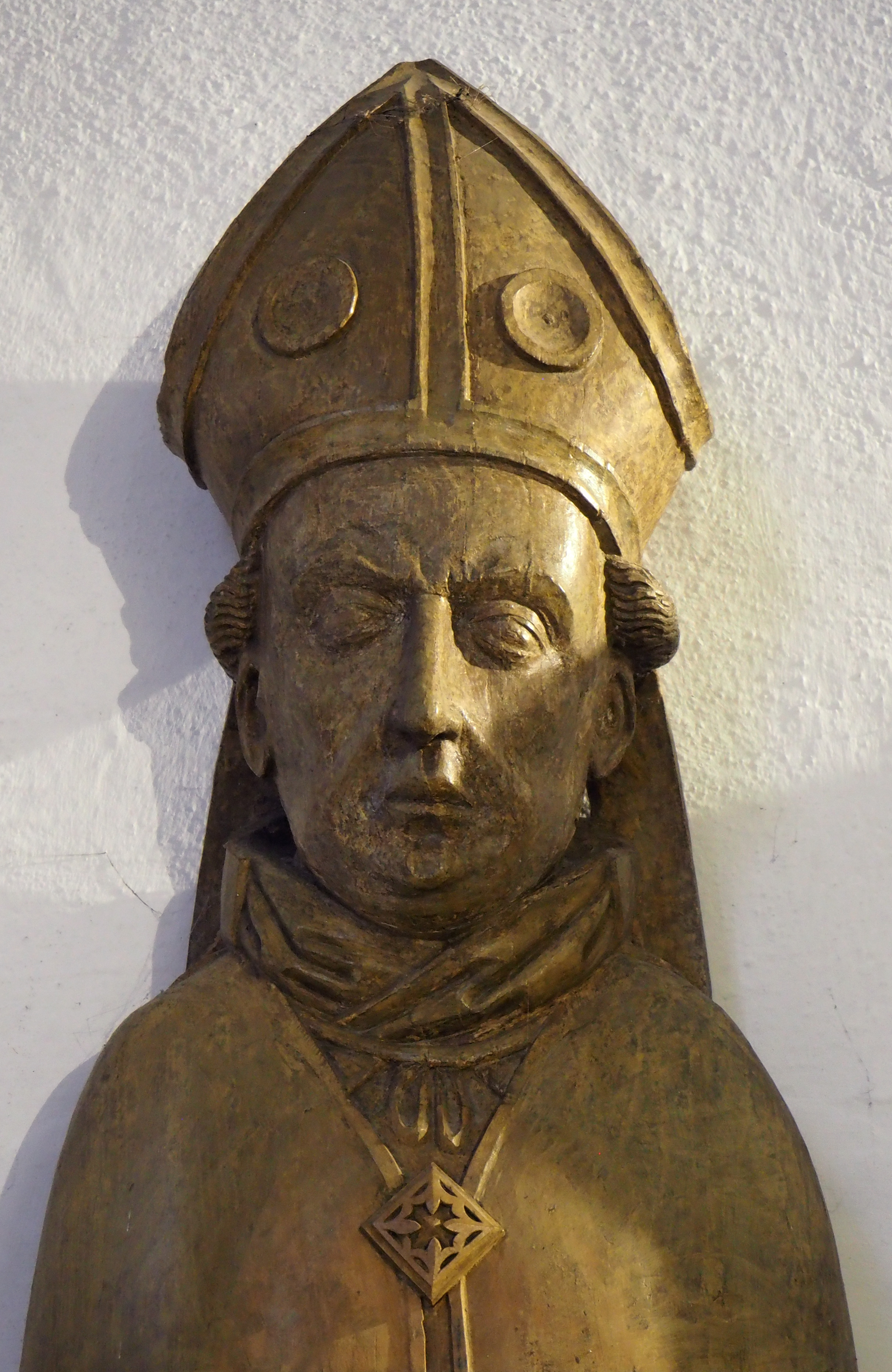
Bischof
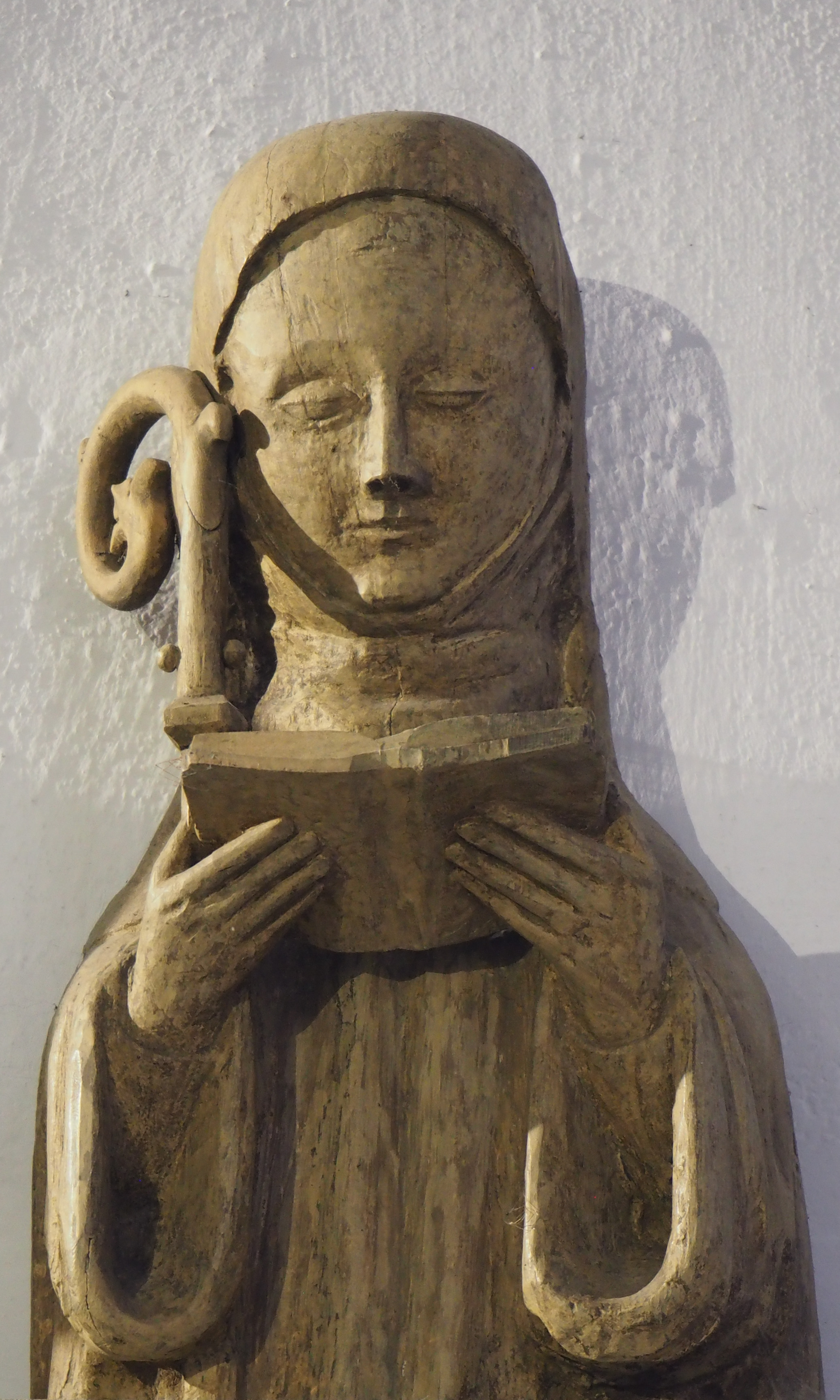
Äbtissin
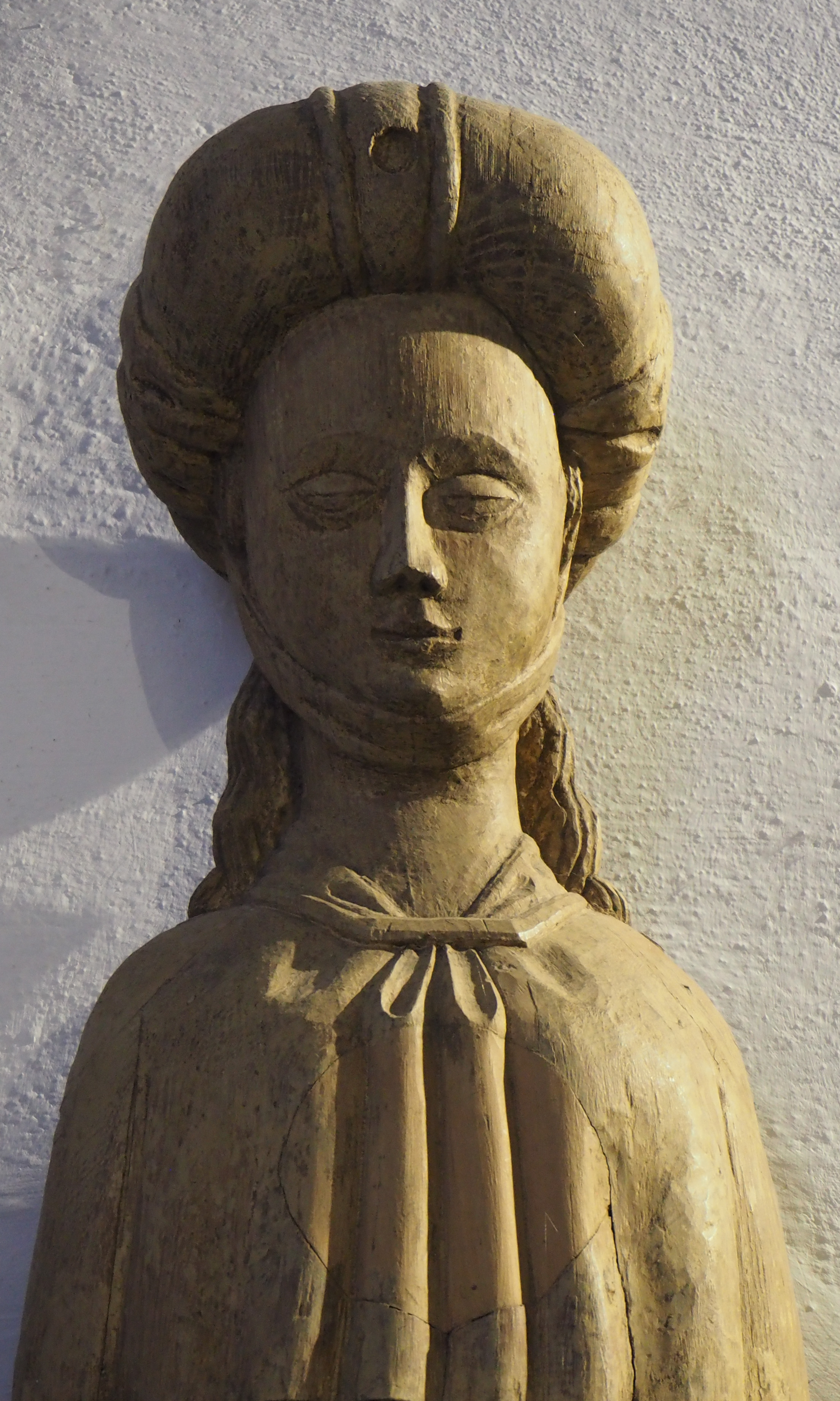
Adlige Frau

## Geschichte

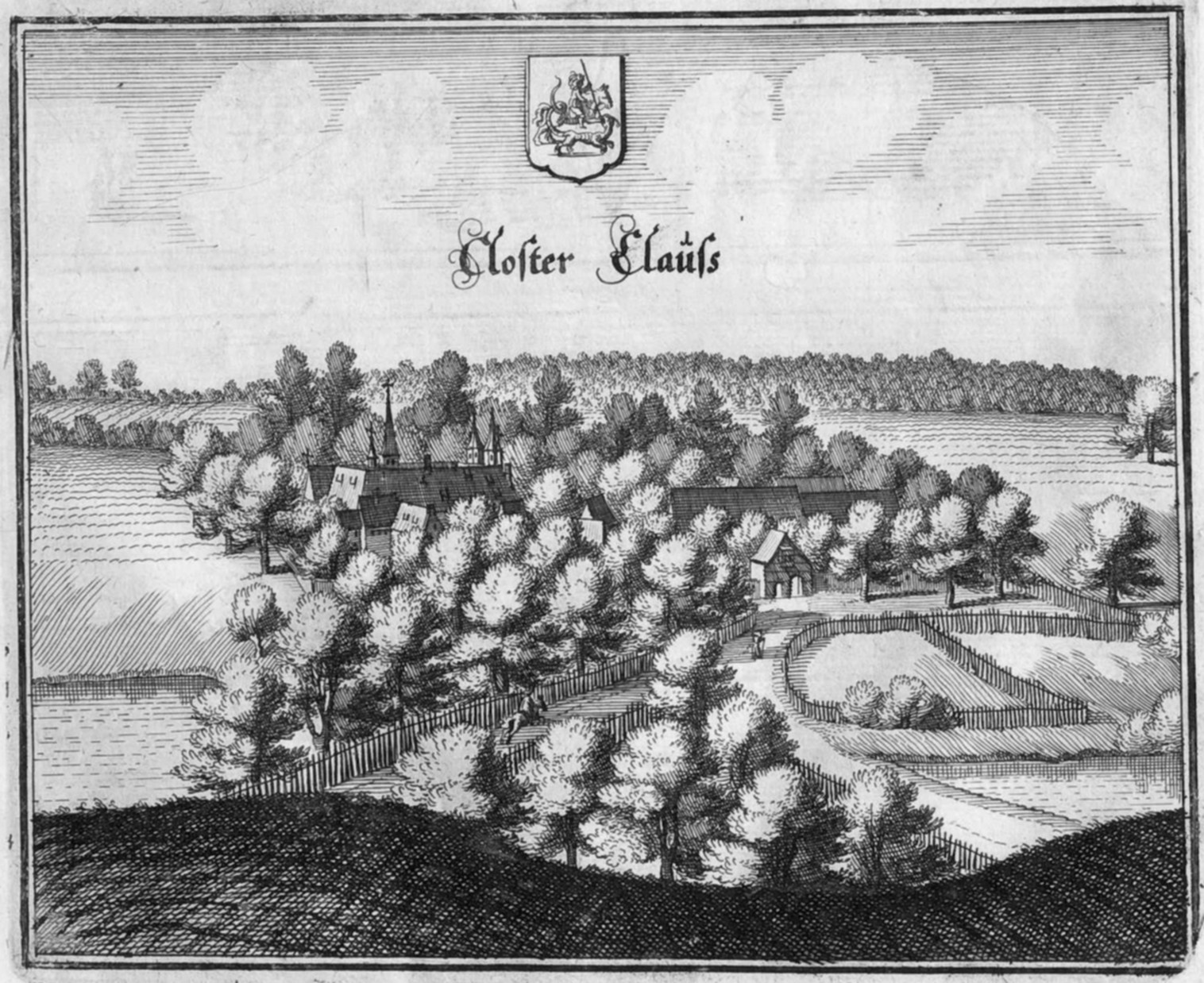
Klosterkirche Clus (hier mit verhochdeutschter Namensform Clauß) als Merian-Stich um 1654

Die Kirche wurde am 17. Juni 1127 in Anwesenheit der Abtissin des Stiftes Gandersheim Bertha I. und des Bischofs von Hildesheim Berthold I. geweiht. Erster Abt von Clus war Heinrich, Vetter von Richenza, der Gemahlin von König Lothar III.; dieser stattete das Kloster zunächst mit Gütern in Dankelsheim aus und vereinigte es 1134 mit dem Kloster Brunshausen.
Nach weiteren Bauarbeiten erfolgte 1159 eine zweite Weihe durch Gerold, Bischof von Oldenburg. 1430 übernahm der Abt Johannes Dederoth dieses Benediktinerkloster und drei Jahre später auch das Kloster Bursfelde. Der Chor der Kirche wurde im 15. Jahrhundert im gotischen Stil vergrößert, mit einem Schnitzaltar ausgestattet und die Wände bemalt. Mitte des 16. Jahrhunderts wurde die lutherische Reformation durchgeführt. Das Kloster bestand jedoch als Körperschaft weiter und gehörte bis 1810 zum Territorium des reichsfreien Stifts Gandersheim.
Ein Kupferstich des Gebäudes im Jahr 1709 findet sich in der Chronik Antiquitates Gandersheimenses von Johann Georg Leuckfeld. Die Bücher des Stiftes, darunter ein Evangeliar aus dem 10. Jahrhundert, mussten 1624 an die Universitätsbibliothek Helmstedt abgegeben werden.
1810 kam die Kirche Clus in den Besitz des Fürstentums Braunschweig-Wolfenbüttel, und 1955 wurde die Landeskirche Braunschweig Eigentümerin. Die ehemaligen Konventsgebäude sind in Privatbesitz.